# Glomeraceae
Glomeraceae J.B. Morton & Benny – rodzina grzybów należąca do grzybów kłębiakowych (Glomeromycetes).

## Systematyka
Pozycja w klasyfikacji według Index Fungorum: Glomerales, Incertae sedis, Glomeromycetes, Glomeromycotina, Glomeromycota, Fungi.
Takson utworzyli w 1845 r. Kris A. Pirozynski i Yolande Dalpé. Jego typem nomenklatorycznym jest Glomus Tul. & C. Tul. Według Index Fungorum bazującym na Dictionary of the Fungi do rodziny Glomerceae należą rodzaje:
- Dominikia Błaszk., Chwat & Kovács 2014
- Epigeocarpum Blaszk., B.T. Goto, Jobim, Niezgoda & Marguno 2021
- Funneliformis C. Walker & A. Schüßler 2010
- Funneliglomus Corazon-Guivin, G.A. Silva & Oehl 2019
- Glomus Tul. & C. Tul. 1845
- Halonatospora Blaszkowski, Niezgoda, B.T. Goto & Kozlowska 2018
- Kamienskia Błaszk., Chwat & Kovács 2014
- Microdominikia Oehl, Corazon-Guivin & G.A. Silva 2019
- Microkamienskia Corazon-Guivin, G.A. Silva & Oehl 2019
- Nanoglomus Corazon-Guivin, G.A. Silva & Oehl 2019
- Oehlia Blaszk., Kozlowska, Niezgoda, B.T. Goto & Dalpé 2018
- Orientoglomus G.A. Silva, Oehl & Corazon-Guivin 2019
- Rhizophagus P.A. Dang. 1896
- Sclerocarpum B.T. Goto, Blaszk., Niezgoda, A. Kozlowska & Jobim 2019
- Septoglomus Sieverd., G.A. Silva & Oehl 2011
- Silvaspora Blaszk., Niezgoda, B.T. Goto, Crossay & Magurno 2021
- Simiglomus Sieverd., G.A. Silva & Oehl 2011[2].